# 天主教聖費利佩教區 (委內瑞拉)
天主教聖費利佩教區（拉丁語：Dioecesis Sancti Philippi in Venetiola）是委內瑞拉一個羅馬天主教教區，屬巴基西梅托總教區。
教區成立於1966年10月7日，位於亞拉奎州。2004年有教友438,000人（佔轄區總人口87.6%）、卅二個堂區、卅八名司鐸。現任教區主教為納爾遜·馬丁內斯·魯斯特。